# Vacrothele amamiensis
Espèce
Synonymes
- Macrothele amamiensis Shimojana & Haupt, 1998

Vacrothele amamiensis est une espèce d'araignées mygalomorphes de la famille des Macrothelidae.

## Distribution
Cette espèce est endémique des îles Amami dans l'archipel Nansei au Japon,.

## Description
Le mâle holotype mesure 11,2 mm et la femelle paratype 16,7 mm.

## Systématique et taxinomie
Cette espèce a été décrite sous le protonyme Macrothele amamiensis par Shimojana et Haupt en 1998. Elle est placée dans le genre Vacrothele par Shao, Zhou et Lin en 2025.

## Étymologie
Son nom d'espèce, composé de amami et du suffixe latin -ensis, « qui vit dans, qui habite », lui a été donné en référence au lieu de sa découverte, les îles Amami.

## Publication originale
- Shimojana & Haupt, 1998 : « Taxonomy and natural history of the funnel-web spider genus Macrothele (Araneae: Hexathelidae: Macrothelinae) in the Ryukyu Islands (Japan) and Taiwan. » Species Diversity, vol. 3, no 1, p. 1-15 (texte intégral).